# (6992) Minano-machi
(6992) Minano-machi ist ein Asteroid des Hauptgürtels, der am 27. Januar 1995 vom japanischen Amateurastronomen Takao Kobayashi am Oizumi-Observatorium (IAU-Code 411) in der japanischen Präfektur Gunma entdeckt wurde.
Der Asteroid wurde am 6. Januar 2003 nach der Stadt Minano-machi benannt, die in der Präfektur Saitama auf der Hauptinsel Honshu liegt.
Der Himmelskörper gehört zur Eos-Familie, einer Gruppe von Asteroiden, welche typischerweise große Halbachsen von 2,95 bis 3,1 AE aufweisen, nach innen begrenzt von der Kirkwoodlücke der 7:3-Resonanz mit Jupiter, sowie Bahnneigungen zwischen 8° und 12°. Die Gruppe ist nach dem Asteroiden (221) Eos benannt. Es wird vermutet, dass die Familie vor mehr als einer Milliarde Jahren durch eine Kollision entstanden ist.